# Флете
Флете (њем. Flöthe) општина је у њемачкој савезној држави Доња Саксонија. Једно је од 37 општинских средишта округа Волфенбител. Према процјени из 2010. у општини је живјело 1.172 становника. Посједује регионалну шифру (AGS) 3158014.

## Географски и демографски подаци
Флете се налази у савезној држави Доња Саксонија у округу Волфенбител. Општина се налази на надморској висини од 137 метара. Површина општине износи 18,8 km². У самом мјесту је, према процјени из 2010. године, живјело 1.172 становника. Просјечна густина становништва износи 62 становника/km².